# Andrew W. Mellon

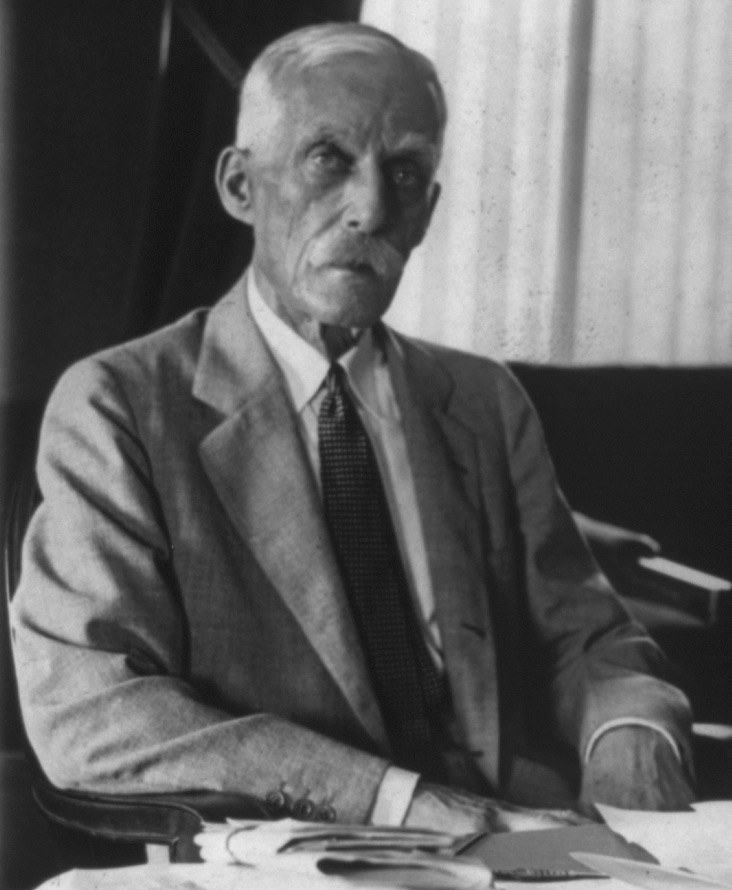
Andrew W. Mellon 1929

Andrew William Mellon (* 24. März 1855 in Pittsburgh, Pennsylvania; † 27. August 1937 in Southampton, Suffolk County, New York) war ein US-amerikanischer Bankier, Industrieller, Politiker, Multimillionär und Philanthrop. Er war vom 4. März 1921 bis zum 12. Februar 1932 unter drei Präsidenten US-Finanzminister.
Während seiner 10-jährigen Amtszeit senkte er massiv die Steuern für die Reichsten und die großen Unternehmen in den USA. Seine Politik rechtfertigte er mit der Trickledown-Theorie (auf Deutsch Durchsickereffekt), die besagt, man solle die Reichen so reich wie möglich werden lassen, dann würde ihr Vermögen schon nach 'unten' durchsickern.

## Leben
Andrew Mellon war eines von acht Kindern des Anwalts, Richters und Bankiers Thomas Mellon und dessen Frau Sarah Jane, geb. Negley (1817–1909). Sein Vater gründete 1869 eine Bank in Pittsburgh, Pennsylvania, die er mit seinen beiden Söhnen Andrew und Richard als T. Mellon & Son’s Bank ausbaute, 1886 übernahm Andrew W. Mellon die Leitung der Bank. Er begann, in Eisenbahnen, Kohle und Stahl zu investieren. Ab 1902 trug die Bank den Namen Mellon National Bank. Die Firma fusionierte 1946 mit der ebenfalls von Mellon gegründeten Union Trust Company zur Mellon National Bank and Trust Company mit einem Vermögen von mehr als einer Milliarde US-Dollar. Später entstand daraus der Finanzkonzern Mellon Financial, seit 2006 Bank of New York Mellon.
US-Präsident Warren G. Harding berief nach seiner Wahl 1921 Mellon in sein Kabinett. Er schied aus der Bank of New York Mellon aus. Mellon blieb auch unter den nachfolgenden Präsidenten Calvin Coolidge und Herbert Hoover Finanzminister. In dieser Eigenschaft handelte er mit dem französischen Botschafter in Washington, D.C., Henry Bérenger, Fundierungsabkommen über die Rückzahlung der interalliierten Kriegsschulden aus, die Frankreich seit 1918 mit der Begründung verweigert hatte, dass das Deutsche Reich erst seinen Reparationsverpflichtungen aus dem Ersten Weltkrieg nachkommen müsse. Im Jahre 1930 installierte er das Federal Bureau of Narcotics (FBN) als eigenständige Behörde, dieses war bis zu diesem Zeitpunkt eine Unterbehörde seines eigenen Ministeriums. Als erster Leiter des FBN wurde der Ehemann seiner Nichte Harry J. Anslinger eingesetzt. Bereits vor der von Hoover verlorenen Wahl 1932 während der Weltwirtschaftskrise trat Mellon zurück und ging als Botschafter nach Großbritannien. Er blieb aber nur ein Jahr auf diesem Posten und zog sich dann ins Privatleben zurück.

## Kunstsammlung und Stiftung

Verkündigung von Jan van Eyck (1434), erworben von der Eremitage durch Zar Nikolaus I. von Russland im Jahre 1850; verkauft an Andrew Mellon im Juni 1930 für $ 502.899

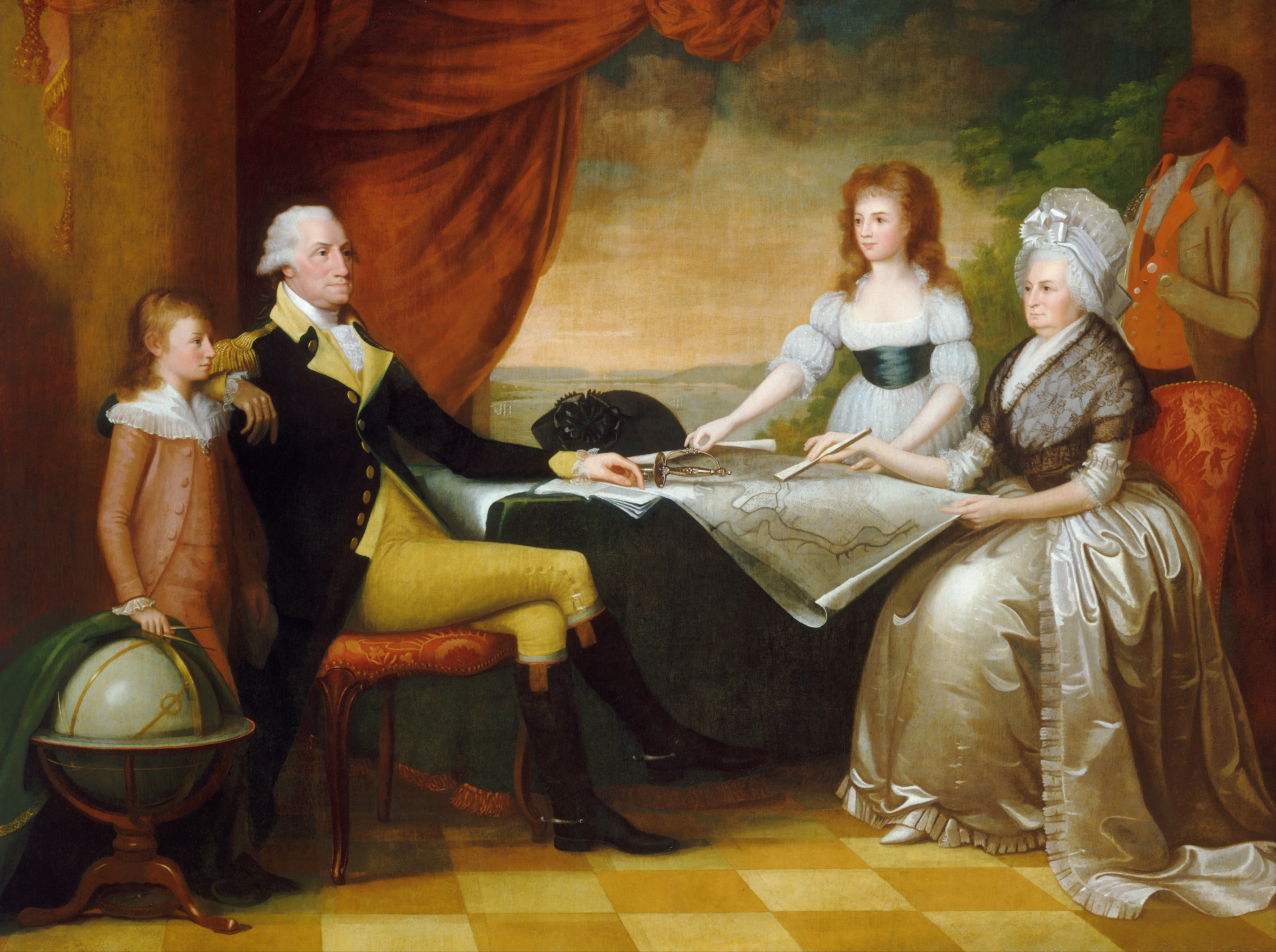
Edward Savage: The Washington Family, eine Stiftung von Andrew W. Mellon an die National Gallery of Art in Washington

Die Alba Madonna von Raffael, gekauft durch die Eremitage von Zar Nikolaus I. von Russland im Jahre 1836; verkauft an Andrew Mellon durch die Sowjetische Regierung im Jahre 1931 für 1.166.400 US-Dollar, der teuerste Verkaufserlös seiner Zeit für ein Gemälde

Große Bedeutung hatte Mellon als Kunstsammler. In den 1920er Jahren erwarb er u. a. Meisterwerke von van Eyck, Botticelli und Tizian aus der Leningrader Eremitage. Er gab den Anstoß zur Gründung der National Gallery of Art in Washington, D.C. und stiftete den Grundstock für Bau und Sammlung; seit 1941 befindet sich dort auch seine Sammlung.
Nach Mellon ist die Andrew W. Mellon Foundation benannt, die 1969 durch Vereinigung zweier von Mellons Kindern, Ailsa Mellon Bruce und Paul Mellon, gegründeten Stiftungen entstand und vor allem auf den Gebieten Wissenschaft und Kunst fördernd tätig wird.
Mellon war seit 1928 ein Mitglied im Bund der Freimaurer.

## Familie
Andrew Mellon heiratete am 12. September 1900 im englischen Hertford die 24 Jahre jüngere Engländerin Nora Mary McMullen (1879–1973). Aus dieser Ehe gingen zwei Kinder hervor: Ailsa (1901–1969) und Paul (1907–1999). Nachdem die Ehe 1912 geschieden worden war, wuchsen die Kinder beim Vater auf.
Sein Bruder, James Ross Mellon, dessen Frau Rachel Larimer Mellon und die Tochter Sarah überlebten 1909 den Untergang des britischen Ozeandampfers RMS Republic vor Nantucket, wobei sechs Menschen ums Leben kamen.